# Парламентские выборы в Мали (2013)
Парламентские выборы в Мали проходили 24 ноября (1 тур) и 15 декабря (2 тур) 2013 года. Результаты 1-го тура оказались неопределёнными.По результатам 2-го тура победила партия Объединение за Мали, возглавляемая Ибрагимом Бубакаром Кейтой. Изначально выборы планировались на 1 и 22 июля 2012 года, но были отменены из-за военного путча 21 марта 2012 года.